# カーター・エッカート
カーター・J・エッカート（Carter J. Eckert、1945年 - 2024年12月13日）は、アメリカの学者、作家、ハーバード大学の朝鮮史ユン・セヨン教授 (Yoon Se Young Professor of Korean History)。1996-1997年 Woodrow Wilson International Center for Scholars 特別研究員。
2021年、ハーバード大の同僚、J・マーク・ラムザイヤー教授が、日本軍慰安婦の契約について分析した論文を発表すると、アンドルー・ゴードン教授と連名で出版社に対し撤回を要請した。出版社は、エッカートとゴードンの要請には応じなかった。（詳細は「J・マーク・ラムザイヤーに対するキャンセル運動」を参照のこと）
2024年12月13日に死去。79歳没。

## 主な著作
- Korea, old and new: a history (1990) ISBN 0962771309
- Offspring of empire: the Koch'ang Kims and the colonial origins of Korean capitalism, 1876-1945 (1991)
  - 『日本帝国の申し子：高敞の金一族と韓国資本主義の植民地起源 1876-1945』 小谷まさ代訳、草思社（2004）。ISBN 4794212755
- 『한국 근대화, 기적의 과정（韓国近代化、奇跡の過程）』 Modernization of the Republic of Korea: a Miraculous Achievement (2005) ISBN 8991491049
- 『朴正熙の時代―韓国の近代化と経済発展』 松谷基和訳、慶應義塾大学出版会 (2009) 。ISBN 4130261371

## 賞
- アメリカ歴史学会, ジョン・キング・フェアバンク賞[3]
- アジア研究協会, ジョン・ホイットニー・ホール・ブック賞, 1994[7]